# メンバーズ
株式会社メンバーズ（英: Members Co.,Ltd.）は、東京都中央区に本社を置くDX現場支援会社。

## 概要
剣持忠が早稲田大学を卒業後、日本合同ファイナンス株式会社（現・株式会社ジャフコ）を経て、1995年6月にメンバーズを設立。当時、Web制作会社は存在していたが、Webデザインのみ行う企業や、システムに特化した企業が多い中、戦略からデザイン、システムを一括で行える数少ない国内の独立系SIPS企業となったが、企業の方針としてインタラクティブエージェンシーへとシフトしていった。
企業の流れがソーシャルメディア化への移行に伴い、メンバーズの業務形態もソーシャルメディア支援事業として移行していった。
現在は、デジタル人材の伴走によるDX現場支援事業を展開している。

## 沿革
- 1995年6月 - 株式会社メンバーズを東京都港区に設立
- 1999年4月 - インターネット上で、個人消費者向けに購買支援事業を開始
- 2001年5月 - アクセンチュアと資本提携を含む戦略的パートナーシップを締結
- 2004年5月 - 英国規格「BS7799」および国内規格「ISMS適合性評価制度」を同時取得
- 2005年9月 - 日本情報処理協会（JIPDEC）による「プライバシーマーク」使用の許諾事業者として認定
- 2005年8月 - アクセンチュアとの資本提携解消
- 2005年11月 - 電通ドットコム、リクルートと業務・資本提携
- 2006年5月 - 国際標準規格「ISO/IEC27001」および日本工業規格「JISQ27001」を取得
- 2006年7月 - 大阪支社を設立
- 2006年11月 - 名古屋証券取引所セントレックス市場に上場
- 2008年5月 - 大和IR「インターネットIR（投資家向け広報）サイトの優秀企業402社」に選ばれる
- 2010年7月 - デジタル・アドバタイジング・コンソーシアム株式会社と資本・業務提携
- 2011年4月 - ソーシャルメディア関連サービスを運営する子会社、株式会社コネクトスター設立
- 2012年5月 - 宮城県仙台市に復興支援を目的としたWeb制作拠点「ウェブガーデン仙台」を開設
- 2012年10月 - 子会社、株式会社エンゲージメント・ファースト設立
- 2014年4月 - 子会社、株式会社MOVAAA設立
- 2014年5月 - 子会社、株式会社メンバーズキャリア設立
- 2015年4月 - 福岡県北九州市にWeb制作拠点として「ウェブガーデン北九州」を開設
- 2015年10月 - 株式会社マイナースタジオを買収
- 2016年4月 - 東京証券取引所第二部に上場、名古屋証券取引所第二部に市場変更
- 2017年4月 - 名古屋証券取引所第二部の上場廃止。東京証券取引所第一部に指定替え
- 2017年4月 - 子会社、株式会社メンバーズエッジ設立
- 2017年4月 - 東京証券取引所市場第一部指定
- 2017年6月 - 監査等委員会設置会社へ移行
- 2018年4月 - 子会社、株式会社メンバーズシフト設立
- 2018年10月 - 子会社、株式会社メンバーズギフテッド設立
- 2018年10月 - 国内4拠点目となる「ウェブガーデン神戸」を開設
- 2018年11月 - 子会社、株式会社メンバーズデータアドベンチャー設立
- 2019年2月 - 子会社、株式会社メンバーズユーエックスワン設立
- 2019年4月 - 子会社、株式会社MOVAAAから株式会社メンバーズメディカルマーケティングに社名変更・業態変更
- 2019年10月 - 北海道札幌市に「札幌オフィス」を開設
- 2019年11月 - 福岡県福岡市に「福岡オフィス」を開設
- 2020年4月 - 株式会社メンバーズを存続会社として子会社7社（株式会社エンゲージメント・ファースト、株式会社メンバーズキャリア、株式会社メンバーズエッジ、株式会社メンバーズシフト、株式会社メンバーズデータアドベンチャー、株式会社メンバーズユーエックスワン、株式会社メンバーズメディカルマーケティング）と合併。カンパニー制に移行
- 2020年4月 - メンバーズルーツカンパニーを設立
- 2020年4月 - メンバーズブリッジカンパニーを設立
- 2020年10月 - 株式会社メンバーズを存続会社として子会社2社（株式会社マイナースタジオ、株式会社ポップインサイト）と合併
- 2020年10月 - ポップインサイトカンパニーを設立
- 2020年10月 - 株式会社メンバーズエナジー設立
- 2020年11月 - メンバーズイーシーグロウカンパニーを設立
- 2020年11月 - メンバーズグッドコミュニケーションズカンパニーを設立
- 2021年11月 - メンバーズディーエックスコンパスカンパニーを設立
- 2021年4月 - サースプラスカンパニーを設立
- 2021年6月 - デジタル・アドバタイジング・コンソーシアム㈱との資本業務提携を解消
- 2021年7月 - デブオプスリードカンパニーを設立
- 2022年1月 - 株式会社メンバーズを存続会社として子会社㈱メンバーズギフテッドと合併。メンバーズギフテッドカンパニーを設立
- 2022年4月 - 東京証券取引所の市場区分の見直しにより、東京証券取引所の市場第一部からプライム市場に移行
- 2022年7月 - メンバーズエーアイリーチカンパニーを設立
- 2022年8月 - メンバーズエックスアールブースターカンパニーを設立
- 2023年1月 - クオリティアプローチカンパニーを設立
- 2023年4月 - 剣持 忠　代表取締役 兼 会長執行役員に就任。髙野 明彦　代表取締役 兼 社長執行役員に就任
- 2023年4月 - EMCカンパニー、メンバーズキャリアカンパニー、メンバーズエッジカンパニー、ビジネスプラットフォームカンパニーの4カンパニーを統合
- 2023年4月 - ビジネスイーカンパニーを設立
- 2023年4月 - 脱炭素DXカンパニーを設立
- 2023年6月 - ウェブスリーカンパニーを設立
- 2023年7月 - クロスアプリケーションカンパニーを設立
- 2023年8月 - パーソナルリンクカンパニーを設立
- 2023年8月 - ラピッドスケールカンパニーを設立
- 2024年4月 - グローバルミングルカンパニーを設立
- 2024年4月 - フォーアドカンパニーを設立
- 2024年7月 - グロースアナリティクスフォースカンパニーを設立
- 2025年4月 - AIフォーオールカンパニーを設立
- 2025年4月 - nu.Designカンパニーを設立
- 2025年4月 - Tech Leapカンパニーを設立

## 業績の推移

### 連結営業成績
| 年度        | 総売上高      | 営業利益     | 経常利益    | 当期純利益   | 総資産        |
| ----------- | ------------- | ------------ | ----------- | ------------ | ------------- |
| 2025年3月期 | 223億29百万円 | 4億93百万円  | ー          | 3億49百万円  | 117億78百万円 |
| 2024年3月期 | 204億67百万円 | 41百万円     | ー          | 1億26百万円  | 115億27百万円 |
| 2023年3月期 | 176億62百万円 | 14億41百万円 | ー          | 10億09百万円 | 113億5百万円  |
| 2022年3月期 | 149億38百万円 | 18億76百万円 | ー          | 14億4百万円  | 104億4百万円  |
| 2021年3月期 | 120億87百万円 | 12億61百万円 | ー          | 8億96百万円  | 86億48百万円  |
| 2020年3月期 | 106億7百万円  | 12億49百万円 | ー          | 8億73百万円  | 74億9百万円   |
| 2019年3月期 | 88億57百万円  | 9億68百万円  | ー          | 6億56百万円  | 60億47百万円  |
| 2018年3月期 | 74億3百万円   | 6億67百万円  | ー          | 4億41百万円  | 51億27百万円  |
| 2017年3月期 | 80億88百万円  | 6億17百万円  | 6億29百万円 | 4億14百万円  | 40億8百万円   |
| 2016年3月期 | 64億69百万円  | 4億48百万円  | 4億68百万円 | 2億90百万円  | 35億22百万円  |
| 2015年3月期 | 63億25百万円  | 3億3百万円   | 3億20百万円 | 1億84百万円  | 30億82百万円  |
| 2014年3月期 | 57億93百万円  | 2億63百万円  | 2億61百万円 | 1億45百万円  | 27億19百万円  |
| 2013年3月期 | 48億18百万円  | 1億95百万円  | 1億94百万円 | 97百万円     | 24億48百万円  |
| 2012年3月期 | 45億55百万円  | 2億39百万円  | 2億65百万円 | 3億06百万円  | 22億26百万円  |

注：2018年3月期以降は国際財務報告基準（IFRS）を任意適用